# 李义虎
李义虎（1961年—），河北肃宁人，汉族，中华人民共和国政治人物。

## 生平
毕业于北京大学。2008年，担任全国人大外事委员会委员，北京大学国际关系学院教授、博士生导师，北京大学台湾研究中心（北京大学台湾研究院前身）常务副主任。2013年，担任全国人大外事委员会委员、北京大学台湾研究院院长、北京大学国际关系学院教授。2018年2月24日，当选为第十三届全国人大代表。